# Julia Nyberg
Kristina Julia Nyberg, ursprungligen Christina Juliana Sverdström, född 17 november 1785 i Skultuna socken, Västmanland, död där 16 april 1854, var en svensk författare. Hon var även verksam under pseudonymen Euphrosyne.

## Biografi
Julia Nyberg växte upp som fosterdotter till brukspatron Adlerwald på Skultuna bruk, hennes syster var hushållerska och hade barn tillsammans med brukspatronen. Hon flyttade 1809 till Stockholm, där hon en tid tillhörde kretsen kring Atterbom. År 1822 flyttade hon tillbaka till Skultuna bruk och gifte sig samma år med Anders Wilhelm Nyberg. En samling romantiker utgav bland annat  Poetisk kalender, i vilken Nyberg medverkade. Hon ägnade sig mest åt kortare, visartade dikter, ofta med naturen som ämne. Hon skrev texten till Vårvindar friska (egentligen Den stackars Anna eller Molltoner från Norrland), som ingick i diktsamlingen Nyare dikter från 1828, och Fruktmånglerskan med tapperhetsmedalj. 
Hon utgav två diktsamlingar och belönades av Svenska Akademien. 
En gata i Skultuna, Julia Nybergs väg, är uppkallad efter henne.

## Familj
Julia Nybergs föräldrar var Pehr Sverdström, inspektor, född 1726 i Avesta socken i Dalarna, död 23 juli 1789 i Skultuna socken i Västmanland, och Beata Eliasdotter Almgren, född omkring 1747 i Romfartuna socken i Västmanland, död 27 mars 1799 i Skultuna socken.
Hon var gift med Anders Wilhelm Nyberg, född 6 februari 1793 i Brännkyrka socken.